# Staro Selo (Velika Plana)
Pour les articles homonymes, voir Staro Selo.
Staro Selo (en serbe cyrillique : Старо Село) est une localité de Serbie située dans la municipalité de Velika Plana, district de Podunavlje. Au recensement de 2011, elle comptait 2 755 habitants.
Staro Selo est officiellement classé parmi les villages de Serbie. La localité est également connue sous le nom de Stari Adžibegovac.

## Démographie

### Évolution historique de la population
| 1948  | 1953  | 1961  | 1971  | 1981  | 1991  | 2002  | 2011  |
| ----- | ----- | ----- | ----- | ----- | ----- | ----- | ----- |
| 3 718 | 3 825 | 3 867 | 3 925 | 4 114 | 3 692 | 3 022 | 2 755 |

|  |